# Championnat du Belize de football 2006-2007
Navigation
Saison précédente Saison suivante
La Belize Premier Football League 2006-2007 est la dix-septième édition de la première division bélizienne.
Lors de ce tournoi, le FC Belize a conservé son titre de champion du Belize face aux cinq meilleurs clubs beliziens.
Chacun des six clubs participant était confronté deux fois aux cinq autres équipes. Puis les quatre meilleurs se sont affrontés lors d'une phase finale à la fin de la saison.
Il n'y avait aucune place qualificative pour la Copa Interclubes UNCAF lors de cette compétition.

## Les 6 clubs participants
| \| FC Belize Acros Lake Alpha Glitters Suga Boys Juventus FC Belize Acros Lake Belmopan Bandits Benque DC United Hankook Verdes Revol. Conquerors Wagiya \| Localisation des clubs engagés dans le championnat. |
| FC Belize Acros Lake Alpha Glitters Suga Boys Juventus FC Belize Acros Lake Belmopan Bandits Benque DC United Hankook Verdes Revol. Conquerors Wagiya                                                           |

| Club                  | Stade                   | Capacité          | Ville                   |
| Acros Lake            | Stade inconnu           | Capacité inconnue | Belize City             |
| Alpha Glitters        | Stade inconnu           | Capacité inconnue | Orange Walk Town        |
| FC Belize             | Stade MCC Grounds       | 3 500             | Belize City             |
| Belmopan Bandits (en) | Stade Isidoro Beaton    | 2 500             | Belmopan                |
| Hankook Verdes        | Stade Pedro Mena Guerra | Capacité inconnue | Benque Viejo del Carmen |
| Wagiya (en)           | Stade Carl Ramos        | 3 500             | Dangriga                |

## Compétition
Cette compétition se déroule de la façon suivante, en deux phases :
- La phase régulière : les dix journées de championnat.
- La phase finale : les confrontations aller-retour allant des demi-finales à la finale.

### Phase régulière
Lors de la phase régulière les six équipes affrontent à deux reprises les cinq autres équipes selon un calendrier tiré aléatoirement.
Les quatre meilleures équipes sont directement qualifiées pour les demi-finales.
Le classement est établi sur le barème de points classique (victoire à 3 points, match nul à 1, défaite à 0).
Le départage final se fait selon les critères suivants :
- Le nombre de points.
- La différence de buts générale.
- Le nombre de buts marqué.

#### Classement
| Rang | Équipe                | Pts | J  | G | N | P | Bp | Bc | Diff |
| ---- | --------------------- | --- | -- | - | - | - | -- | -- | ---- |
| 1    | Wagiya (en)           | 24  | 10 | 7 | 3 | 0 | 23 | 7  | +16  |
| 2    | FC Belize (T)         | 20  | 10 | 6 | 2 | 2 | 23 | 6  | +17  |
| 3    | Hankook Verdes        | 19  | 10 | 6 | 1 | 3 | 29 | 13 | +16  |
| 4    | Belmopan Bandits (en) | 11  | 10 | 3 | 2 | 5 | 9  | 18 | -9   |
| 5    | Alpha Glitters        | 6   | 10 | 1 | 3 | 6 | 6  | 28 | -22  |
| 6    | Acros Lake (P)        | 3   | 10 | 0 | 3 | 7 | 5  | 23 | -18  |

| Légende : Qualifications et relégations | Légende : Qualifications et relégations                                               |
| --------------------------------------- | ------------------------------------------------------------------------------------- |
|                                         | Qualifié pour les demi-finales                                                        |
|                                         | (T) : Tenant du titre (P) : Promu à la suite des désistements de la saison précédente |

### La phase finale
Les quatre équipes qualifiées sont réparties dans le tableau final d'après leur classement, le premier affrontant le quatrième de l'autre groupe, le deuxième affrontant le troisième et vice-versa.
En cas d'égalité sur la somme des deux matchs, c'est l'équipe ayant marqué le plus de buts à extérieur qui l'emporte puis des prolongations et une séance de tirs au but ont éventuellement lieu.

#### Tableau
|  |                       |            |             |            |            |           |     |        |        |        |        |        |
|  | 1/2 finale            | 1/2 finale | 1/2 finale  | 1/2 finale | 1/2 finale |           |     | Finale | Finale | Finale | Finale | Finale |
|  |                       |            |             |            |            |           |     |        |        |        |        |        |
|  |                       |            |             |            |            |           |     |        |        |        |        |        |
|  | Hankook Verdes        | (3)        | 0           | 0          | 0(D)       |           |     |        |        |        |        |        |
|  | Hankook Verdes        | (3)        | 0           | 0          | 0(D)       |           |     |        |        |        |        |        |
|  | FC Belize             | (2)        | 0           | 0          | 0(V)       |           |     |        |        |        |        |        |
|  | FC Belize             | (2)        | 0           | 0          | 0(V)       | FC Belize | (2) | 2      | 1      |        |        |        |
|  |                       |            |             |            |            | FC Belize | (2) | 2      | 1      |        |        |        |
|  |                       |            | Wagiya (en) | (1)        | 1          | 1         |     |        |        |        |        |        |
|  | Belmopan Bandits (en) | (4)        | Wagiya (en) | (1)        | 1          | 1         | 1   | 2      |        |        |        |        |
|  | Belmopan Bandits (en) | (4)        |             |            |            |           | 1   | 2      |        |        |        |        |
|  | Wagiya (en)           | (1)        | 3           | 5          |            |           |     |        |        |        |        |        |
|  | Wagiya (en)           | (1)        | 3           | 5          |            |           |     |        |        |        |        |        |

#### Demi-finales
| Club                  | Aller | Retour | Club        | Commentaire                 |
| Hankook Verdes        | 0-0   | 0-0    | FC Belize   | Tirs au but : score inconnu |
| Belmopan Bandits (en) | 1-3   | 2-5    | Wagiya (en) |                             |

#### Finale
| Match aller      | FC Belize                             | 2:1   | Wagiya (en)      | Stade MCC Grounds |  |
| 12 novembre 2006 | Deon McCaulay 31e · Deon McCaulay 61e | (1:0) | Deon Flowers 74e |                   |  |

| Match retour     | Wagiya (en)                  | 1:1   | FC Belize           | Stade Carl Ramos |  |
| 18 novembre 2006 | Robert Muschamp Modèle:Goal4 | (1:1) | Tyrone Muschamp 35e |                  |  |

## Bilan du tournoi
| Tableau d'Honneur              |           |
| Compétition                    | Vainqueur |
| Belize Premier Football League | FC Belize |

| Promotions et relégations | |
| Relégué                   | Aucun |
| Promu                     | Costa Del Sol Nairi's (en) Suga Boys Juventus Santel's (en) Texmar United (en) Toledo United Revolutionary Conquerors (en) |